# San Ponzo Semola
San Ponzo Semola è una frazione del comune di Ponte Nizza posta in altura a sud del centro abitato.

## Storia
San Ponzo (CC I127) fu donato dai re Ugo e Lotario al vescovo di Pavia nel 943, insieme alla vicina Cecima; e di Cecima condivise poi sempre le sorti. Fu sede di un'importante pieve della diocesi di Tortona, da cui dipendevano molti paesi vicini. Con Cecima nel 1164 passò sotto il dominio pavese, costituendo una sorta di exclave in mezzo alle terre dei Malaspina, da cui si mantenne sempre indipendente, rimanendo sotto la signoria del vescovo di Pavia, da cui fu nel XVI secolo subinfeudato agli Sforza di Santa Fiora, feudatari di Varzi. Nell'ambito del Principato di Pavia, costituiva con Cecima una giurisdizione separata. Nel 1863 prese il nome di San Ponzo Semola. Nella parte dell'ex comune di San Ponzo situata alla destra della Staffora si è sviluppato l'attuale capoluogo comunale, Ponte Nizza, cui fu annesso nel 1928.

## Luoghi di interesse

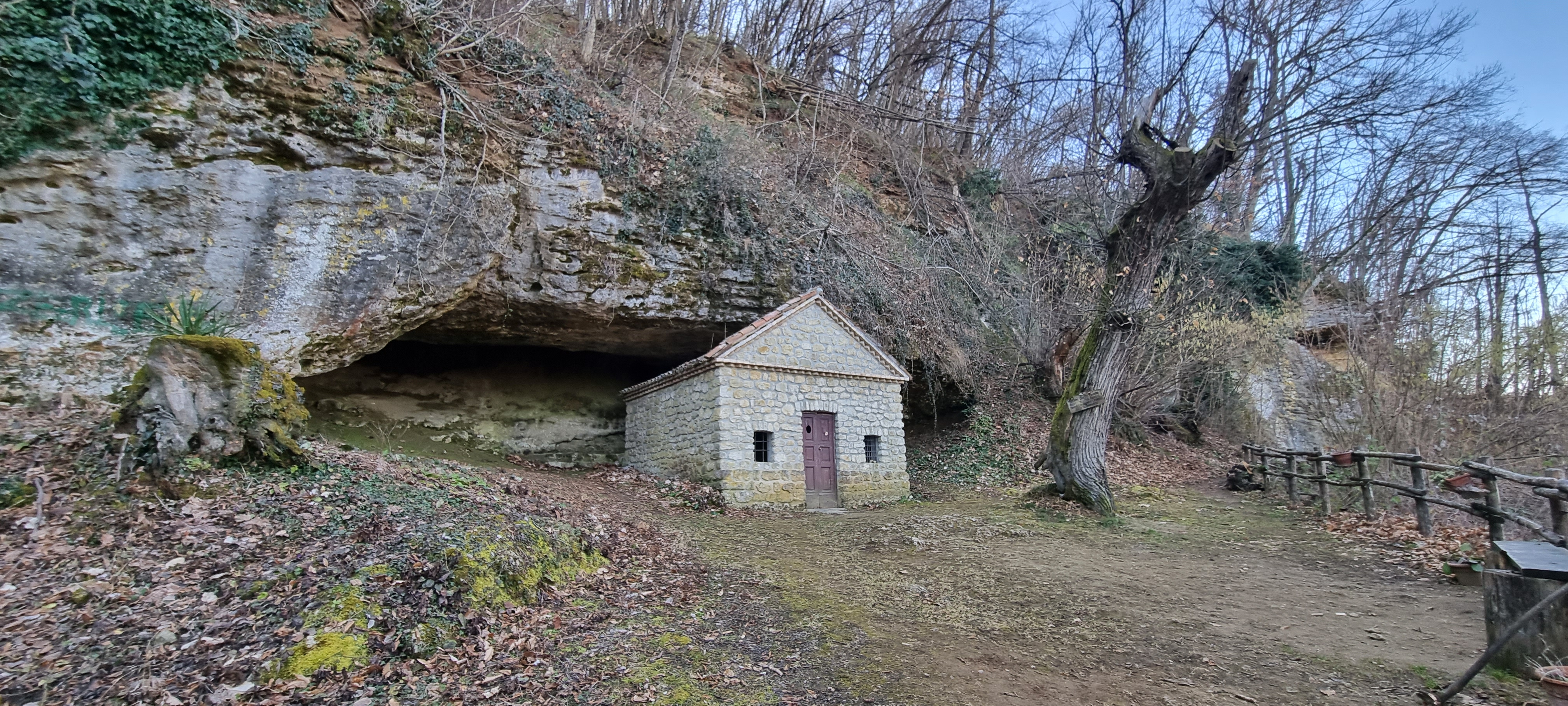
La grotta con la cappella di San Ponzo

- Grotta di San Ponzo

## Infrastrutture e trasporti
La fermata di San Ponzo Semola, sorgeva lungo la ferrovia Voghera-Varzi, attiva fra il 1931 e il 1966.